# Îles des Apôtres
Les îles des Apôtres sont un groupe d'îles du lac Supérieur, proches de la péninsule de Bayfield dans l'État du Wisconsin, États-Unis. La plupart des îles sont situées dans le Comté d'Ashland, seules les îles Sand, York, Eagle, et Raspberry sont situées dans le comté de Bayfield.

## Toponymie
Les îles furent un lieu d'accueil spirituel pour les Ojibwé. Les îles sont nommées ainsi par l'historien Pierre-François-Xavier de Charlevoix pour représenter les 12 apôtres, même s'il y a 22 îles au total.

## Liste des îles
| Nom                    | Taille (hectare)                 | Notes                                                    |
| ---------------------- | -------------------------------- | -------------------------------------------------------- |
| Île Madeline           | La plus grande 6,215.97 (24 mi2) | Ne fait pas partie du Apostle Islands National Lakeshore |
| Île Stockton (en)      | 4,003.48 (15.6 mi2)              |                                                          |
| Gull Island (en)       | 1.42 (3.51 ac.)                  | La plus petite Site du phare de Gull Island              |
| Eagle Island (en)      | 11.22 (27.7 ac.)                 |                                                          |
| Outer Island           | 3,181.30 (12.3 mi2)              | Site du phare d'Outer Island                             |
| Oak Island (en)        | 2,033.25 (7.85 mi2)              |                                                          |
| Sand Island            | 1,157.17 (4.47 mi2)              | Site du Phare de Sand Island                             |
| Île Basswood (en)      | 774.71 (2.99 mi2)                |                                                          |
| Bear Island (en)       | 734.14 (2.83 mi2)                |                                                          |
| Michigan Island        | 622.73 (2.4 mi2)                 | Site du phare de Michigan Island                         |
| Hermit Island (en)     | 316.72 (1.22 mi2)                |                                                          |
| Cat Island (en)        | 541.92 (2.09 mi2)                |                                                          |
| Otter Island (en)      | 535.29 (2.07 mi2)                |                                                          |
| Manitou Island (en)    | 536.31 (2.07 mi2)                |                                                          |
| Rocky Island (en)      | 424.66 (1.64 mi2)                |                                                          |
| Long Island (en)       | 124.94 (308.7 ac.)               | ne fait pas vraiment partie des îles des Apôtres         |
| Île Ironwood (en)      | 269.55 (1.04 mi2)                |                                                          |
| York Island (en)       | 110.82 (273.8 ac.)               |                                                          |
| Raspberry Island       | 116.39 (287.6 ac.)               | Site du Phare de Raspberry Island                        |
| Devils Island          | 125.57 (310.3 ac.)               | Site du phare de Devils Island                           |
| South Twin Island (en) | 136.13 (336.4 ac.)               |                                                          |
| North Twin Island (en) | 67.04 (165.7 ac.)                |                                                          |